# Narín

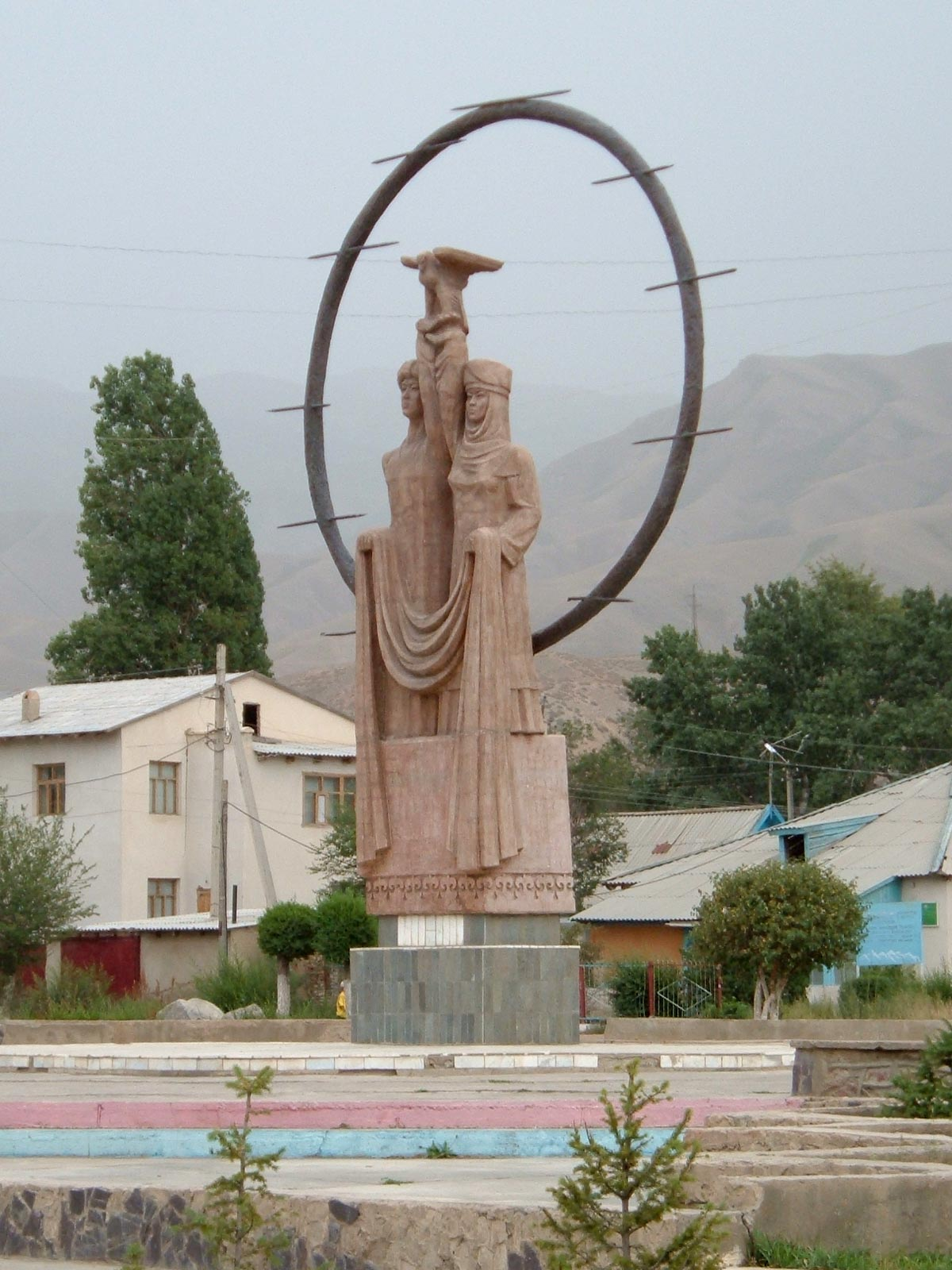
Monument en el centre de Narín

Narín (en kirguís, Нарын) és una ciutat del Kirguizstan, capital de la província del seu mateix nom.

## Situació
La ciutat de Narín s'estén per una superfície d'uns 40 km², a la riba del riu homònim, a 2.050 m d'altitud, al centre del país, en ple Tian Shan. S'ubica en una cruïlla tradicional de camins, l'un d'est a oest seguint la vall del riu i un altre de nord a sud, cèlebre per la seva pertinença a la famosa ruta de la Seda. Aquesta darrera entra a la Xina a 180 km al sud de la ciutat, pel pas de Torugart cap a Kaixgar.
El recompte de població de 2011 donà 35.373 habitants, en un 98,5% d'ètnia kirguís i confessió islàmica.

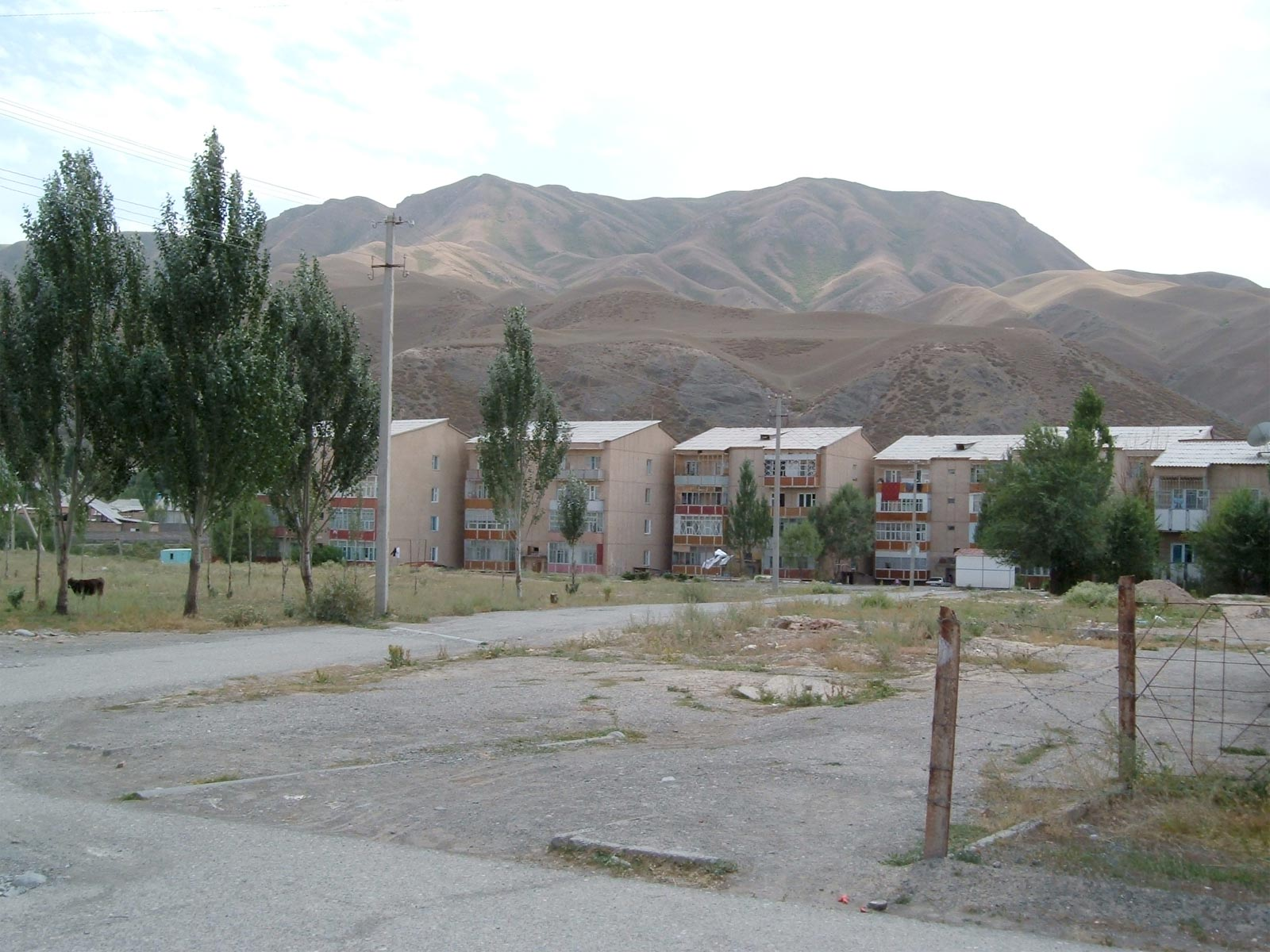
Blocs d'habitatges del segle XX

## Història
Encara que hi ha evidències d'assentaments humans antics, la fundació de la ciutat moderna es remunta al 1868 en establir-s'hi una guarnició russa. Es va anar desenvolupant a l'època soviètica i va sofrir el declivi econòmic consegüent a la dissolució de la Unió Soviètica.

## Ciutat universitària
Narín és la seu de la Universitat Estatal de Narín (NSU) i, des de 2000, allotja un dels tres campus de la Universitat de l'Àsia central (UCA) (els altres dos són a Tekeli, al Kazakhstan, i a Khorog, al Tadjikistan).